# Pallas (Schiff, 1971)
Die Pallas war ein Frachtschiff unter der Flagge der Bahamas, das infolge eines am 25. Oktober 1998 an Bord ausgebrochenen Brandes vier Tage später vor der schleswig-holsteinischen Nordseeküste nahe der Insel Amrum auf Grund lief. Die später festgestellten Unzulänglichkeiten bei der Koordination verschiedener Sicherheitskräfte und mangelnder Sicherheitsvorschriften in ökologisch sensiblen Seegebieten führten zu umfangreichen politischen Untersuchungen und zur Gründung des Havariekommandos.

## Havarie

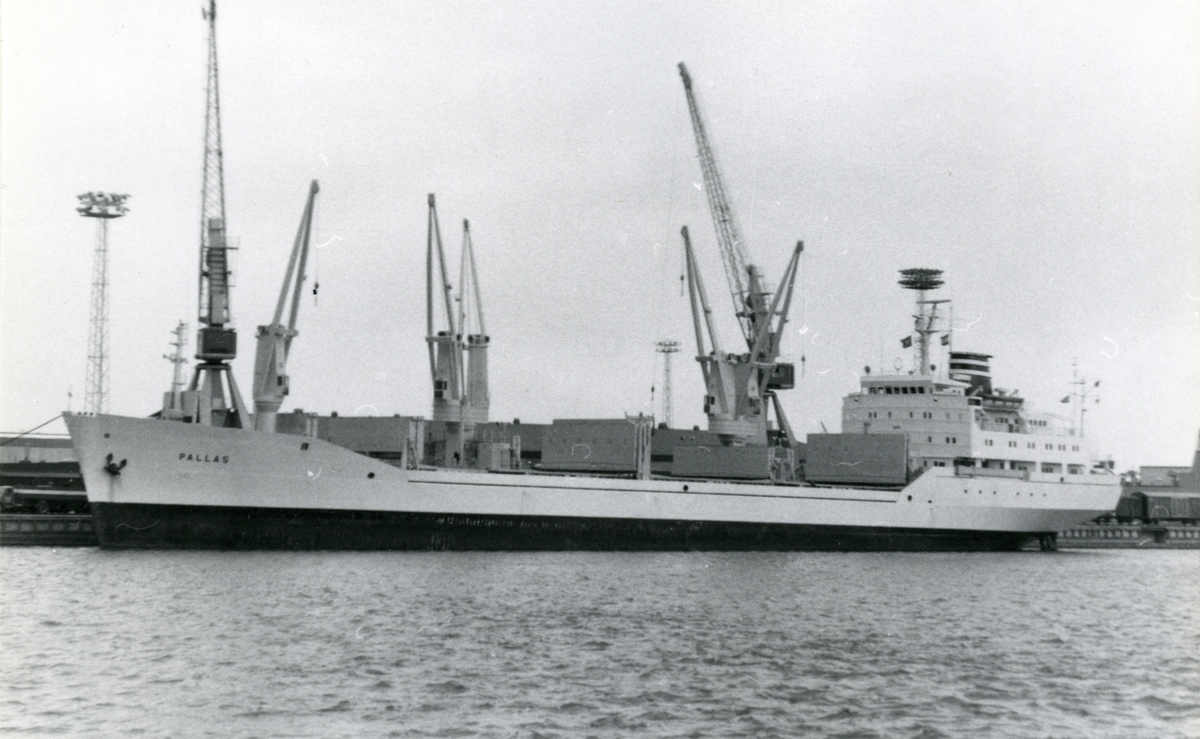
Die Pallas

Zum Zeitpunkt der Havarie transportierte das Schiff Schnittholzpakete, die fünf Tage zuvor in Hudiksvall in der Nähe von Stockholm geladen worden waren, in Richtung Casablanca. Auf den Luken an Deck war zusätzlich Holz gestaut, das mit Drähten und Ketten gegen das Überbordgehen gesichert war. Die Holzladung wog insgesamt 2500 Tonnen.
Am 25. Oktober 1998 befand sich die Pallas in schwerem Wetter mit 5 Meter hohen Wellen südwestlich der dänischen Stadt Esbjerg, als der Kapitän gegen 14:30 Rauchschwaden an Deck bemerkte. Obwohl die Quelle zwischen dem überkommenden Wasser, Gischt und strömendem Regen nicht genau auszumachen war, hatte der Kapitän den Verdacht, dass die Rauchschwaden aus dem Laderaum stammen könnten. Der zur Kontrolle nach vorne geschickte Zweite Offizier konnte bei dem Sturm und dem Regen nichts feststellen und vermutete, dass der Kapitän Dampf aus der Lüftungsanlage gesehen hatte. Der Kapitän ließ aber sicherheitshalber den Strom zum Vorschiff abschalten, da er einen Kurzschluss in der Elektro-Anlage vermutete. Aber es qualmte weiter.
Der Kapitän alarmierte vorsorglich die dänische Küstenwache und die Seenotrettung in Aarhus, die ihrerseits einen Marinehubschrauber und einen Seenotrettungskreuzer in Alarmbereitschaft versetzten. Der Kapitän ordnete der Besatzung an, Überlebensanzüge anzuziehen und sich auf eine mögliche Evakuierung vorzubereiten und auf dem Achterdeck zu versammeln. Der Erste Offizier gab die Seefahrtsbücher und die Pässe an die Besatzung aus.
Zu dieser Zeit fuhr die Pallas etwa 20 Seemeilen vor der dänischen Küste in südlicher Richtung. Am Abend schlugen helle Flammen aus der Decksladung. Damit stand fest, dass die Holzladung brannte. Gegen 19 Uhr wurde die dänische Küstenwache darüber informiert. Der Kapitän steuerte nun vor dem Wind auf die Küste zu. Einerseits wollte er damit der Küste näherkommen, um eine eventuell nötige Rettung aus der Luft zu erleichtern, andererseits wollte er mit achterlichem Wind ein Übergreifen des Feuers auf das Achterdeck verhindern. Als zusätzliche Maßnahme ließ er Kohlendioxid in den Laderaum leiten, um das Feuer zu ersticken. Diese Maßnahme war auch zunächst erfolgreich, aber der Sturm entfachte das Feuer immer wieder aufs Neue. Um Mitternacht ließ der Kapitän die Drähte und Ketten der Decksladung kappen und legte das Schiff quer zum Wind, so dass die heranbrechenden Wasserwellen die Decksladung über Bord spülten. Als der Brand in den Laderäumen das Deckshaus erreicht hatte, gab der Kapitän das Schiff auf und setzte einen Mayday-Spruch ab. „Mayday, mayday, motorvessel Pallas, C6LO9, fire on deck, 17 persons on board, request immediate assistance in position twenty nautical miles west of Esbjerg“.
Alle Besatzungsmitglieder fielen ins Wasser, weil ein Rettungsboot nicht richtig ausgeklinkt werden konnte, gegen die Bordwand schlug und umkippte. Sie wurden anschließend unter extremen, stürmischen Bedingungen mitten in der Nacht mit zwei Hubschraubern von Rettern, die sich an Seilwinden aufs Wasser abließen, geborgen. Der philippinische Koch erlitt einen tödlichen Herzinfarkt und ein weiterer Seemann schwere Verletzungen. Verschiedene Versuche, das Schiff auf die offene See zu schleppen, scheiterten. Dabei entstand ein Knick im Rumpf. Das Mehrzweckschiff Mellum konnte zwar eine Schleppverbindung zur Pallas herstellen, die aber später brach.

## Auswirkungen

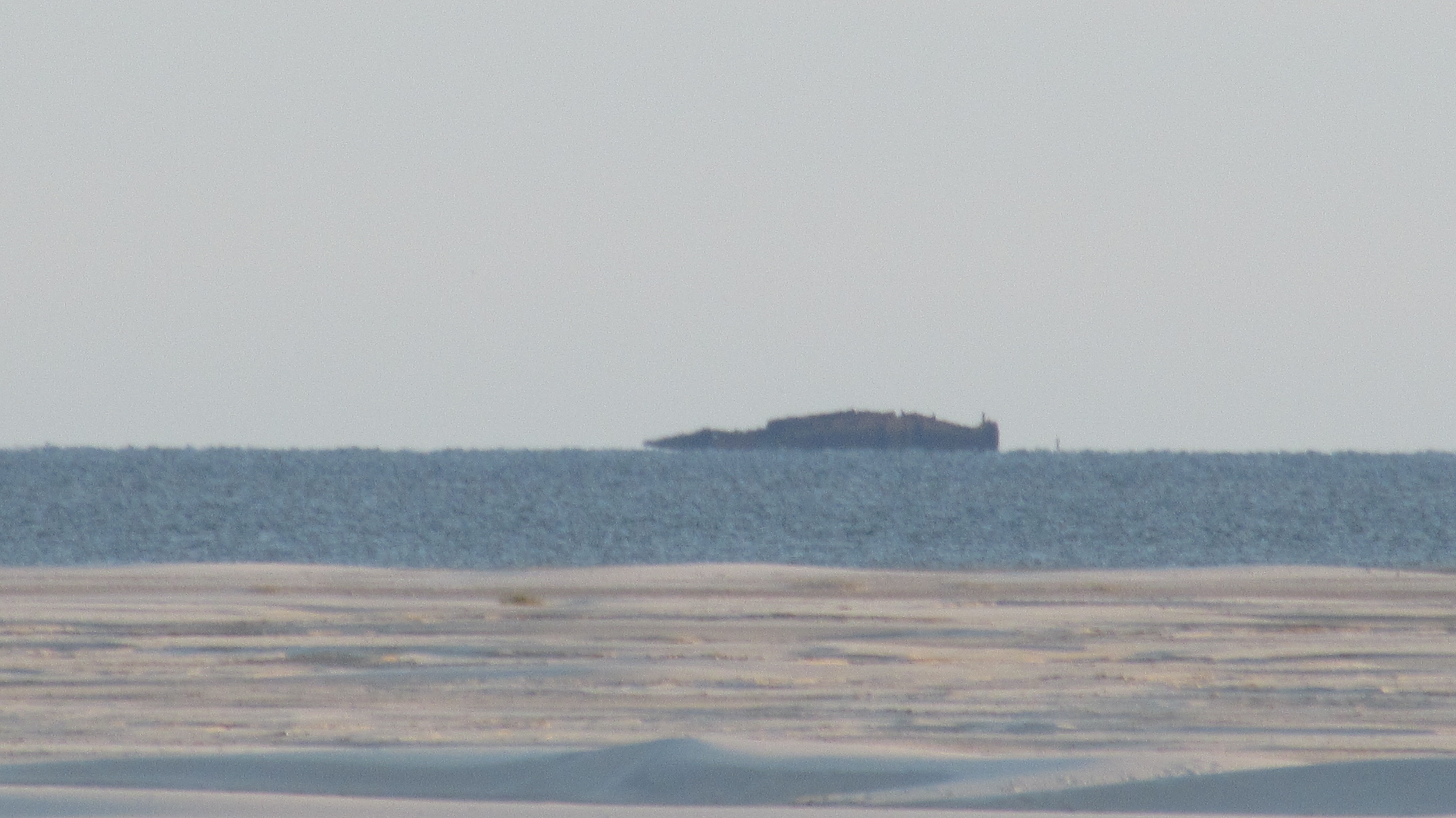
Wrack der Pallas vor Amrum

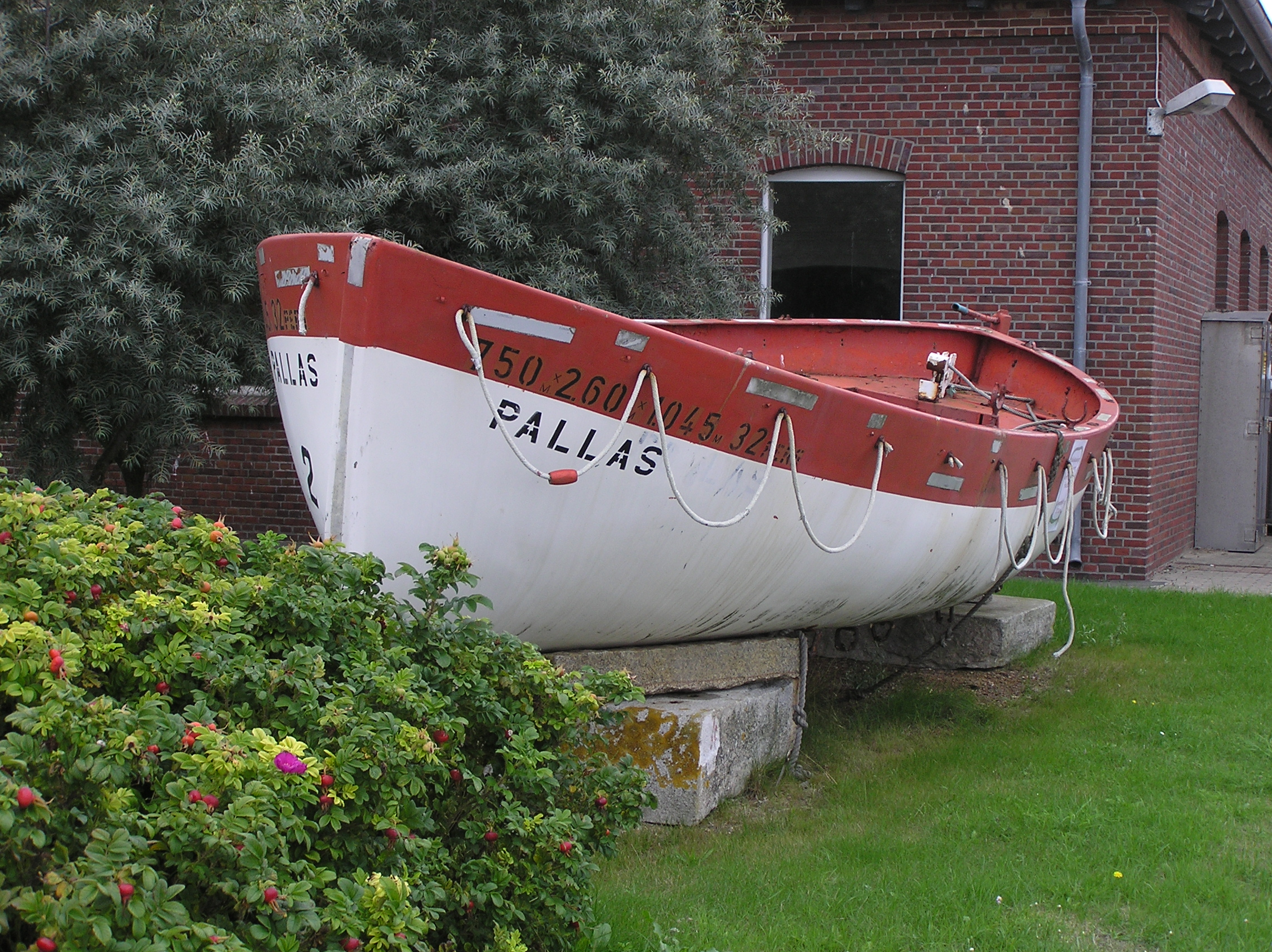
Rettungsboot der Pallas im Seezeichenhafen Amrum

Das Schiff verdriftete in das Gebiet des Nationalparks Schleswig-Holsteinisches Wattenmeer und lief am 29. Oktober vor Amrum auf Grund. Es verlor circa 244 Tonnen gebunkertes Öl, das aufgrund der rauen Wetterbedingungen weitgehend unbehindert ins Meer gelangte und später in ein Vogelschutzgebiet verdriftete. Insgesamt wurden etwa 12.000 Seevögel, andere Quellen sprechen von 16.000 verölten Vögeln, vor allem Eiderenten, sowie mehrere Dutzend Seehunde von dem Öl betroffen. Am 12. November, also zwei Wochen später, hatte sich das Wetter beruhigt, so dass mit dem Abpumpen des Öls aus dem Wrack begonnen werden konnte. Der Schwelbrand der Ladung konnte erst am 22. November vollständig gelöscht werden. Teile des mit Zement gefüllten Wracks der Pallas liegen weiterhin vor Amrum und sind bei Niedrigwasser sichtbar. Mehr als 14 Millionen DM direkte Folgekosten sowie ein Schiffswrack blieben zurück.
Das Vorgehen nach der Havarie der Pallas wurde in der Öffentlichkeit kontrovers diskutiert und gewann starke politische Brisanz. Mehrere Untersuchungskommissionen und das Seeamt versuchten, die vielfach umstrittenen Angaben zum Hergang und Umfang der Havarie zu klären. Nach dem Unglück begannen intensive Diskussionen über die Sicherheit der Schifffahrt in der Nordsee und anderen Gewässern. Die mangelnde Koordination der Sicherheitskräfte wurde ebenso kritisiert wie allgemein unzureichende Sicherheitsrichtlinien, hier insbesondere für den Schiffsverkehr im sensiblen Ökosystem des Wattenmeers. Dabei war öffentlichen und gutachterlichen Stellungnahmen zu entnehmen, dass die Regelungen des Grundgesetzes zu den Zuständigkeiten im Katastrophenschutz zur See auf die Koordination des Hilfseinsatzes erschwerende Wirkung gehabt habe.
Nicht zuletzt dieses Unglück führte 2003 zur Gründung des Havariekommandos.